# Ofensiva de los Cárpatos Orientales
La ofensiva de los Cárpatos Orientales, conocida en la historiografía soviética como ofensiva estratégica de los Cárpatos Orientales tuvo lugar entre el 8 de septiembre y el 28 de octubre de 1944 y fue una operación militar estratégica del Ejército Rojo contra el ejército alemán durante la Segunda Guerra Mundial, El objetivo principal de la operación, era brindar apoyo a la insurrección nacional eslovaca, objetivo que a la postre no se logró. Durante la operación, las tropas soviéticas, junto con el 1.er Cuerpo de Ejército de Checoslovaquia, capturaron el paso de Dukla y liberaron la Rutenia subcarpática (hoy llamado óblast de Zakarpatia, en Ucrania) y parte del este de Eslovaquia.
La resistencia alemana en la región de los Cárpatos Orientales fue mucho más fuerte de lo esperado. La batalla que comenzó el 8 de septiembre no vería a las fuerzas soviéticas en el otro lado del paso hasta el 6 de octubre, y las fuerzas alemanas no abandonaron su fuerte resistencia en la región hasta el 10 de octubre. Los apenas cinco días que el Alto Mando soviético había estimado llevaría ocupar Prešov se convirtieron en cincuenta días solo para ocupar Svidník con más de 70 000 bajas en ambos lados. Prešov, que debía alcanzarse en seis días, permaneció fuera del alcance de los checoslovacos durante cuatro meses. La batalla se contabilizaría entre las más sangrientas de todo el Frente Oriental y de la historia de Eslovaquia; uno de los valles del paso, cerca de los pueblos de Kapišová, Chyrowa, Iwla y Głojsce, se conocería como el «Valle de la muerte».

## Antecedentes
El 29 de agosto de 1944, comenzó un levantamiento en Eslovaquia contra el gobierno pro-nazi de la República Eslovaca y el gobierno de  Checoslovaquia en el éxilio, pidió ayuda a los soviéticos. El 31 de agosto, el Alto Mando soviético (Stavka) ordenó al mariscal de la Unión Soviética Iván Kónev al mando del Primer Frente Ucraniano, que preparara planes para una ofensiva para destruir las fuerzas nazis en Eslovaquia. 
El plan era atravesar la antigua frontera eslovaco-polaca en las montañas de los Cárpatos desde el área de Krosno y Sanok en dirección a Prešov a través del paso de Dukla cerca de Svidník para posteriormente avanzar en dirección a la Eslovaquia propiamente dicha y unirse con los partisanos eslovacos.
La operación, que debía servir de apoyo a las actividades partisanas y al levantamiento de las unidades regulares eslovacas, tendría como eje ofensivo la línea Krosno-Dukla-Tilyava. Al ataque, que incluiría unidades del Primer Frente Ucraniano y del Cuarto Frente Ucraniano, se asignaría además el 1.er Cuerpo de Ejército checoslovaco, como había solicitado Koniev. El plan confiaba en todo momento en la cooperación de las unidades regulares eslovacas, que debían facilitar el avance soviético mediante la toma de varios puertos de montaña.
Durante los seis días asignados para la preparación de la operación, el cuarto Frente Ucraniano fue reforzado con el 3.er Cuerpo de Fusileros de Montaña, parte del cual tenía experiencia en operaciones en las montañas del Cáucaso y Crimea y además contaba con equipo especial, cuatro morteros de montaña. regimientos de artillería, dos brigadas de tanques, dos regimientos de artillería autopropulsada y dos brigadas de ingeniería de minas.

## Orden de batalla

### Ejército Rojo
Primer Frente Ucraniano, comandante mariscal de la Unión Soviética Iván Kónev
- 38.° Ejército, comandante coronel general Kiril Moskalenko
- 1.er Cuerpo de Caballería de la Guardia, comandante teniente general Viktor Baránov;[9]
- 25.° Cuerpo de Tanques, comandante mayor general de blindados Fedor Anikushkin;[10]
- 1.er Cuerpo de Ejército checoslovaco (parte del 38.° Ejército), comandante mayor general Ludvík Svoboda
- 2.do Ejército Aéreo, comandante teniente general de aviación Stepán Krasovski

Cuarto Frente Ucraniano, comandante general de ejército Iván Petrov
- 1.er Ejército de Guardias, comandante coronel general Andréi Grechko
- 18.º Ejército, comandante teniente general Evgeni Zhuravlev;[11]
- 18.° Cuerpo de Fusileros de la Guardia, comandante mayor general Iván Afonin.[12]
- 8.° Ejército Aéreo, comandante teniente general de aviación Vasili Zhdanov.[13]

En total, las tropas soviéticas y checoslovacas sumaban alrededor de 378 000 soldados y oficiales, 5140 cañones y morteros, 322 tanques y cañones autopropulsados y 1165 aviones de combate.

### Wehrmacht[14]
Grupo de Ejércitos "Heinrici",  comandante coronel general Gotthard Heinrici
- 1.er Ejército Panzer, comandante coronel general Gotthard Heinrici
- 1.er Ejército húngaro, comandante general Béla Miklós, a partir del 16 de septiembre, comandante general Dezső László

En total, las tropas germano-húngaras sumaban alrededor de 300 000 soldados y oficiales, 3250 cañones y morteros, 100 tanques y cañones autopropulsados y 450 aviones.

## La batalla
Tradicionalmente, para la historiografía soviética, la operación estratégica de los Cárpatos Orientales se divide en dos operaciones: la operación Cárpatos-Duklinskaya en la zona del Primer Frente Ucraniano (comandante Iván Kónev), y la operación Cárpatos-Uzhgorod en la zona del Cuarto Frente Ucraniano (comandante Iván Petrov). La operación se inició en la zona del Primer Frente Ucraniano el 8 de septiembre de 1944, y en la zona del Cuarto Frente Ucraniano el 9 de septiembre. Las tropas germano-húngaras, que ocupaban posiciones defensivas ventajosas, opusieron desde el principio una tenaz resistencia.
El 8 de septiembre, las tropas del 38.º Ejército (comandante Kiril Moskalenko) fueron las primeras en atacar por el paso de Dukla empleando para ello sus tres cuerpos de fusileros para efectuar una penetración en la zona de Krosno, tras lo cual el 25.º Ejército, el 4.º Ejército de Guardias, el 21.º Cuerpo de Tanques y el 1.er Cuerpo de caballería de la guardia (comandante Viktor Baránov) debían explotar y tomar el paso. El 1er Cuerpo de Ejército checoslovaco (comandante Ludvík Svoboda) también participó en la operación.
El éxito inicial soviético fue efímero, puesto que inmediatamente los alemanes enviaron a las 1.º y 8.º divisiones panzer para detener el avance del 38.º Ejército, aunque Moskalenko penetró las defensas alemanas y empleó sus fuerzas móviles en la operación, los continuos contraataques alemanes impidieron nuevos avances, cercando al 1.er Cuerpo de caballería de la Guardia durante varios días y haciendo retroceder a las tropas soviéticas hasta el paso de Dukla.

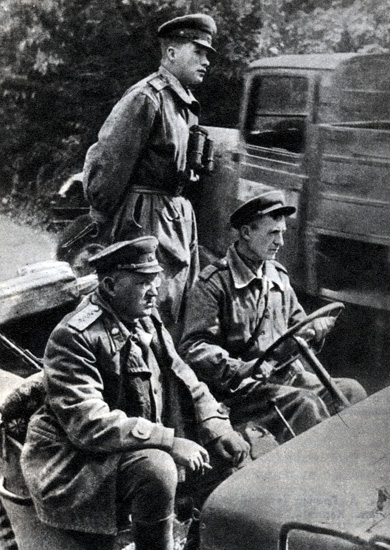
Comandante del Cuarto Frente Ucraniano Iván Petrov durante los combates en los montes Cárpatos en el otoño de 1944

El 9 de septiembre, las formaciones del flanco derecho del 1.er Ejército de Guardias (comandante Andréi Grechko) pasaron a la ofensiva. Atacando en condiciones difíciles de terreno montañoso y boscoso, en condiciones climáticas desfavorables, lo cual dificultó las acciones del 2.° y 8.° ejércitos aéreos, a mediados de septiembre avanzaron 12-23 km, encajados en las defensas alemanas, pero debido a la fuerte resistencia alemana, no fue capaz de cumplir con la principal tarea asignada (unirse con los partisanos eslovacos). Las tropas del Eje fueron capaces de crear una fuerte agrupación de tropas en las áreas de sus acciones, transfiriendo allí hasta cinco divisiones de infantería retiradas de los sectores tranquilos frente al 18.º Ejército y al 17.º Cuerpo de Fusileros de la Guardia del Cuarto Frente Ucraniano.
El 18 de septiembre, las tropas del 18.º Ejército y del 18.º Cuerpo de Fusileros de la Guardia pasaron a la ofensiva. El frente general de la ofensiva se amplió a 400 km. Las tropas del 18.º Ejército, usando el debilitamiento de las defensas enemigas y ataques de flanqueo contra sus principales puntos fuertes y centros de resistencia, cruzaron la Cordillera de los Cárpatos el 18 de septiembre y comenzaron a avanzar en las direcciones de Úzhgorod y Mukácheve. El 16 de octubre, el 17.º Cuerpo de Fusileros de la Guardia capturó la ciudad de Raujivka, el 18 de octubre, en cooperación con el 40.º Ejército del Segundo Frente Ucraniano, ocuparon la ciudad de Siget, y con las fuerzas principales desarrollaron una ofensiva en dirección a Chop. Los ataques de los ejércitos 38.º y 1.º de la Guardia fueron menos exitosas.
A finales de septiembre, los soldados soviéticos y checoslovacos llegaron a la principal cordillera de los Cárpatos. El 20 de septiembre de 1944, tras atravesar las defensas de la zona del paso Lupkow, el Ejército Rojo llegó a la frontera con Checoslovaquia. El 21 de septiembre, las tropas soviéticas liberaron la primera localidad checoslovaca: Kalinov (actual Medzilaborce).
El 6 de octubre, el 1er Cuerpo de Ejército checoslovaco, después de tomar el paso de Dukla junto con las tropas soviéticas del 67.° Cuerpo de Infantería y el 31.° Cuerpo de Tanques del 38.° Ejército, entró en su tierra natal, liberando el pueblo de Vyshny Komarnik (actual distrito de Svidník). Los intentos posteriores de romper la resistencia alemana no tuvieron éxito. El 1.er Ejército de Guardias, por orden del comandante del frente, continuó atacando en ciertas áreas con pequeños grupos de reconocimiento.

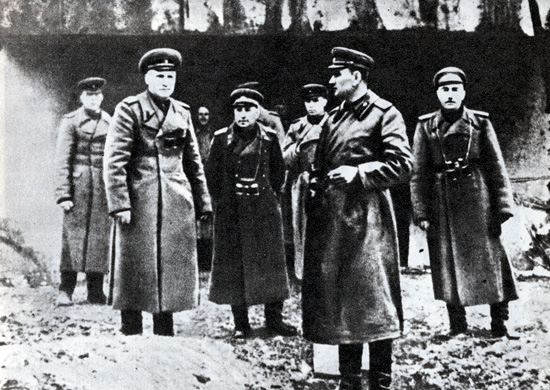
Comandante del Ejército de Guardias Andréi Grechko (segundo desde la derecha) con oficiales del cuartel general del ejército en la línea Arpad montes Cárpatos, octubre de 1944

El 38.º Ejército libró tenaces batallas al suroeste del paso de Dukla por la salida al valle del río Ondava. El 18.° Ejército y el 17.° Cuerpo de Fusileros de la Guardia, aprovechando el éxito del Segundo Frente Ucraniano, continuaron avanzando en la Ucrania transcarpática, liberando la ciudad de Mukácheve el 26 de octubre y Úzhgorod el 27 de octubre. El 28 de octubre, las tropas del 4 ° Frente Ucraniano, continuando la ofensiva junto con las tropas del 1.° y 2.° frentes ucranianos, en la zona del 38.° Ejército y el 1.er Ejército de la Guardia lucharon por los pasos de la cordillera de los Cárpatos, y en la zona del 18.º Ejército y el 17.º Cuerpo de Fusileros de la Guardia llegó a la línea del río Stakchin - Sobrantse - Pavlovce - Chop - río Tisza. En esta línea, el avance de las tropas soviéticas se vio retrasado por fuertes contraataques de nuevas unidades alemanas.
El 28 de octubre después de duras y sangrientas batallas contra los alemanes que se defendían obstinadamente en las montañas, cesó la ofensiva. Ambos frentes soviéticos y el 1.er Cuerpo de Ejército checoslovaco pasaron a la defensiva.

## Consecuencias
La insurrección nacional eslovaca fue aplastada en su mayor parte cuando las unidades soviéticas aseguraron los territorios eslovacos; Una de las principales razones fue que la resistencia alemana en el paso de Dukla fue mucho más fuerte de lo esperado. Otro factor fue que las fuerzas insurgentes eslovacas no pudieron asegurar el otro lado del paso, como lo planearon los comandantes eslovacos y soviéticos durante los preparativos previos.
A pesar de que el objetivo primario de la operación, ayudar a los partisanos checoslovacos, no se logró la batalla fue una importante victoria soviética puesto que las tropas soviéticas terminaron de liberar las regiones occidentales de Ucrania, así como parte del este de Eslovaquia, capturaron una importante línea estratégica: los Cárpatos orientales. Además, la captura de los pasos de montaña de los Cárpatos sentó las bases para la posterior liberación de Checoslovaquia.
Aunque algunos autores críticos con la actuación soviética durante la insurrección acusaron más tarde al Gobierno de Moscú de pasividad para permitir a los alemanes acabar con el levantamiento —acusación también realizada acerca del contemporáneo alzamiento de Varsovia—, las fuerzas soviéticas realizaron verdaderos esfuerzos en condiciones adversas (falta de apoyo militar eslovaco, terreno desfavorable e improvisación en el ataque) para romper el frente que les causaron decenas de miles de pérdidas (alrededor de diez veces el número de bajas eslovacas durante el levantamiento). Por su parte, el I Cuerpo de Ejército checoslovaco que participó junto a las unidades soviéticas en la ofensiva, perdió 5699 hombres de los 14 900 que lo formaban, una proporción de bajas notablemente superior que las del Ejército eslovaco insurrecto.
Los éxitos defensivos del coronel general Gotthard Heinrici le hicieron acreedor de la fama de ser el mejor especialista en guerra defensiva de Alemania, el 20 de marzo de 1945 se le asignó el mando del recién creado Grupo de Ejércitos Vístula desplegado en el río Óder donde participaría en la batalla de Berlín.
El 26 de mayo de 1959,  el Gobierno de la República Socialista Checoslovaca, estableció la Medalla conmemorativa del Paso de Dukel, para conmemorar el decimoquinto aniversario de la batalla del paso de Dukla. en honor a los soldados participantes del 1er Cuerpo de Ejército checoslovaco, así como de los partisanos eslovacos que combatieron en el levantamiento nacional eslovaco, contra la ocupación nazi.
En 1949, el gobierno checoslovaco erigió un monumento y un cementerio al sureste del paso fronterizo de Dukla, en Vyšný Komárnik, la primera aldea liberada en el territorio de la (entonces) Checoslovaquia. Contiene las tumbas de varios cientos de soldados soviéticos y checoslovacos. También se han erigido varios otros monumentos y cementerios en la región.

Monumento en memoria de los caídos en la operación de los Cárpatos Orientales
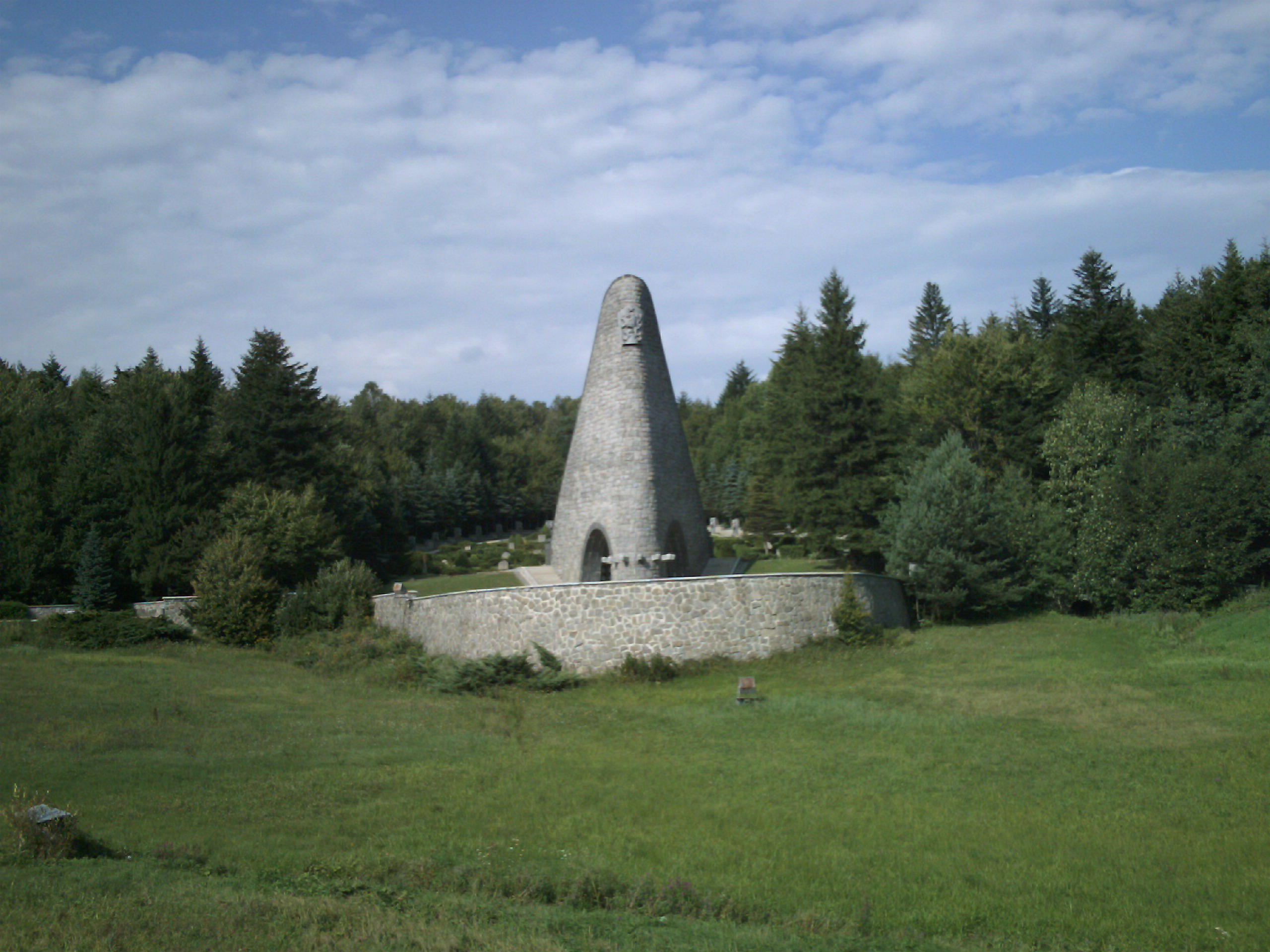
Monumento a las batallas en el paso de Duklja .
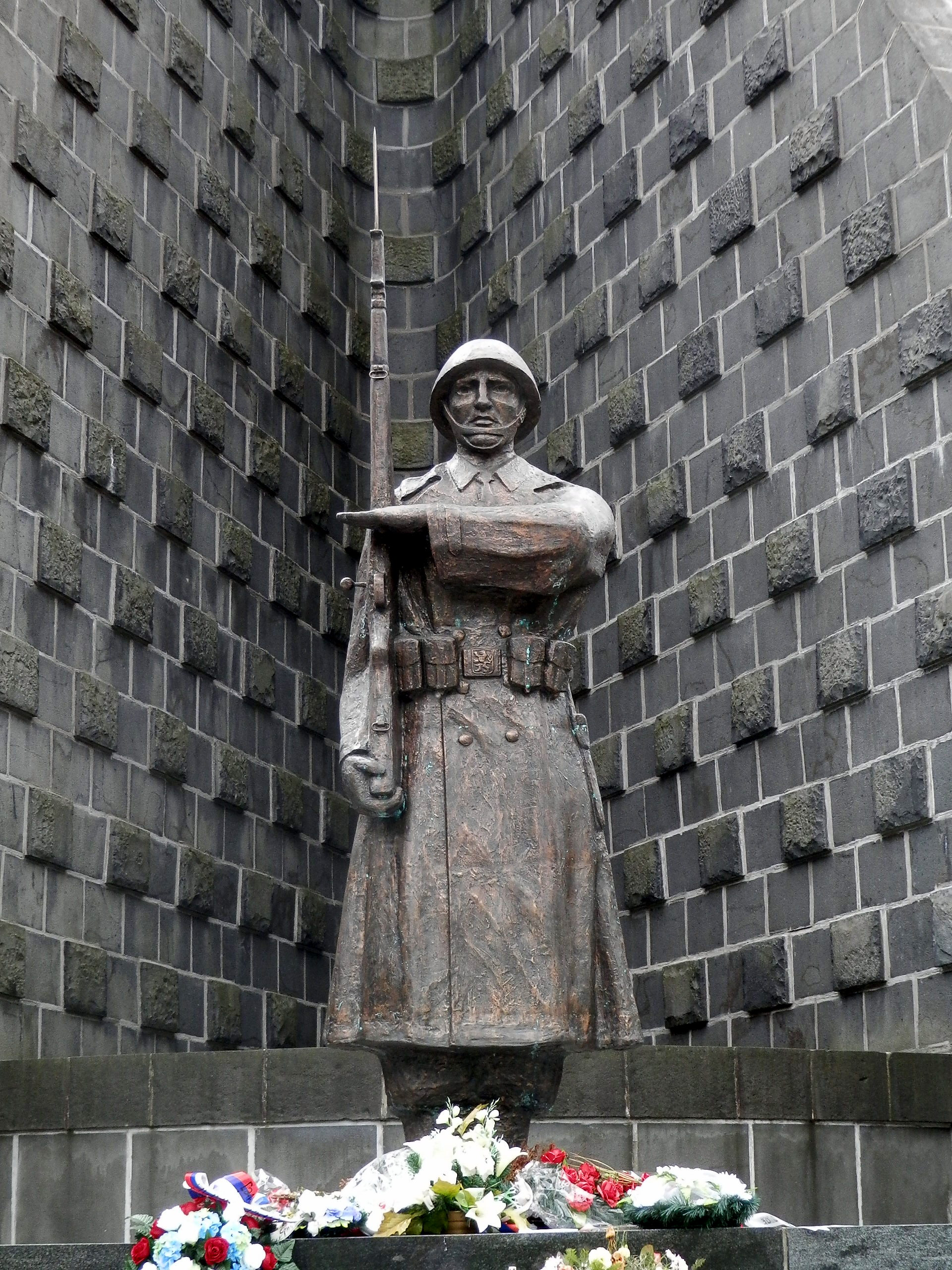
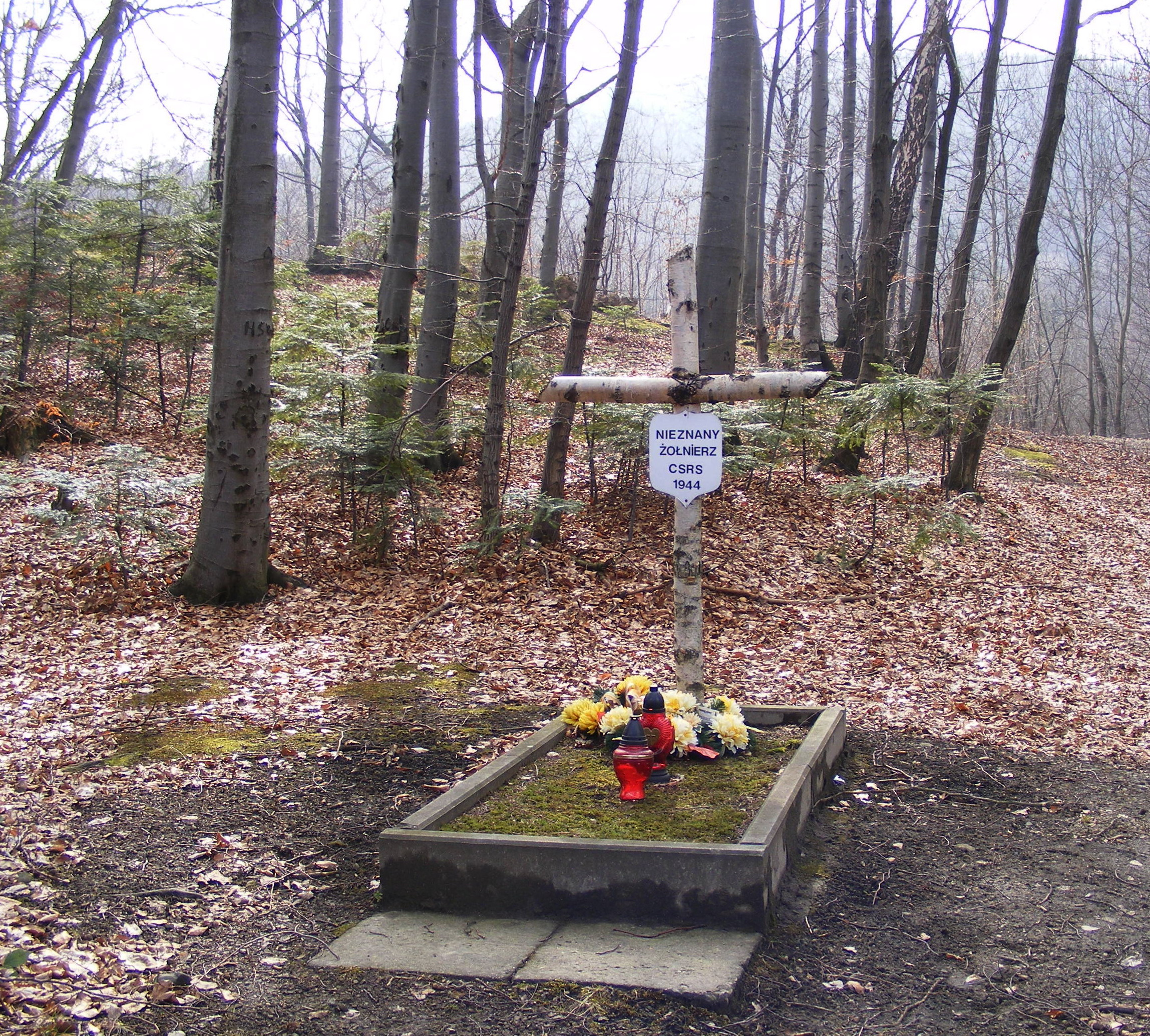
Un monumento a un héroe desconocido
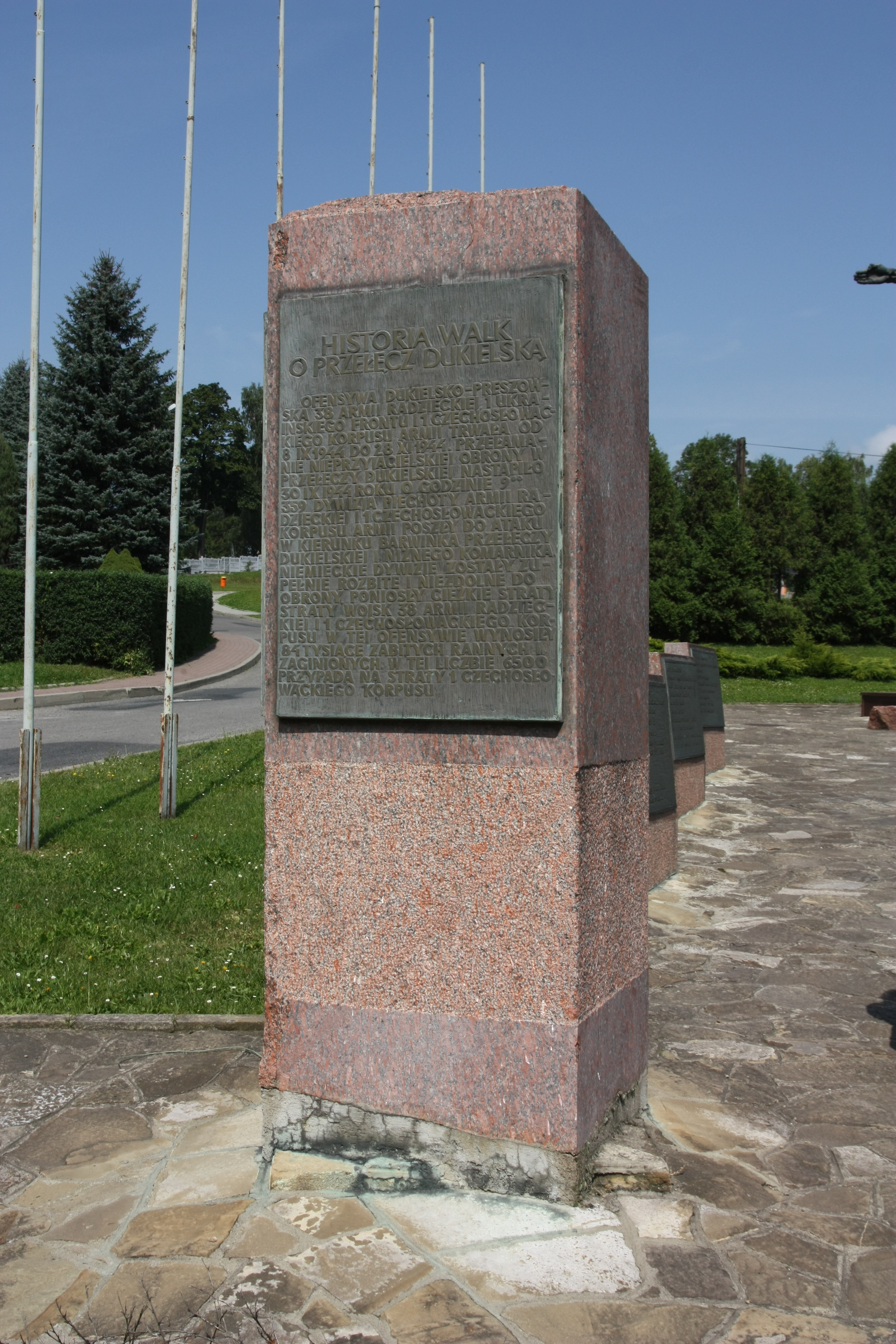
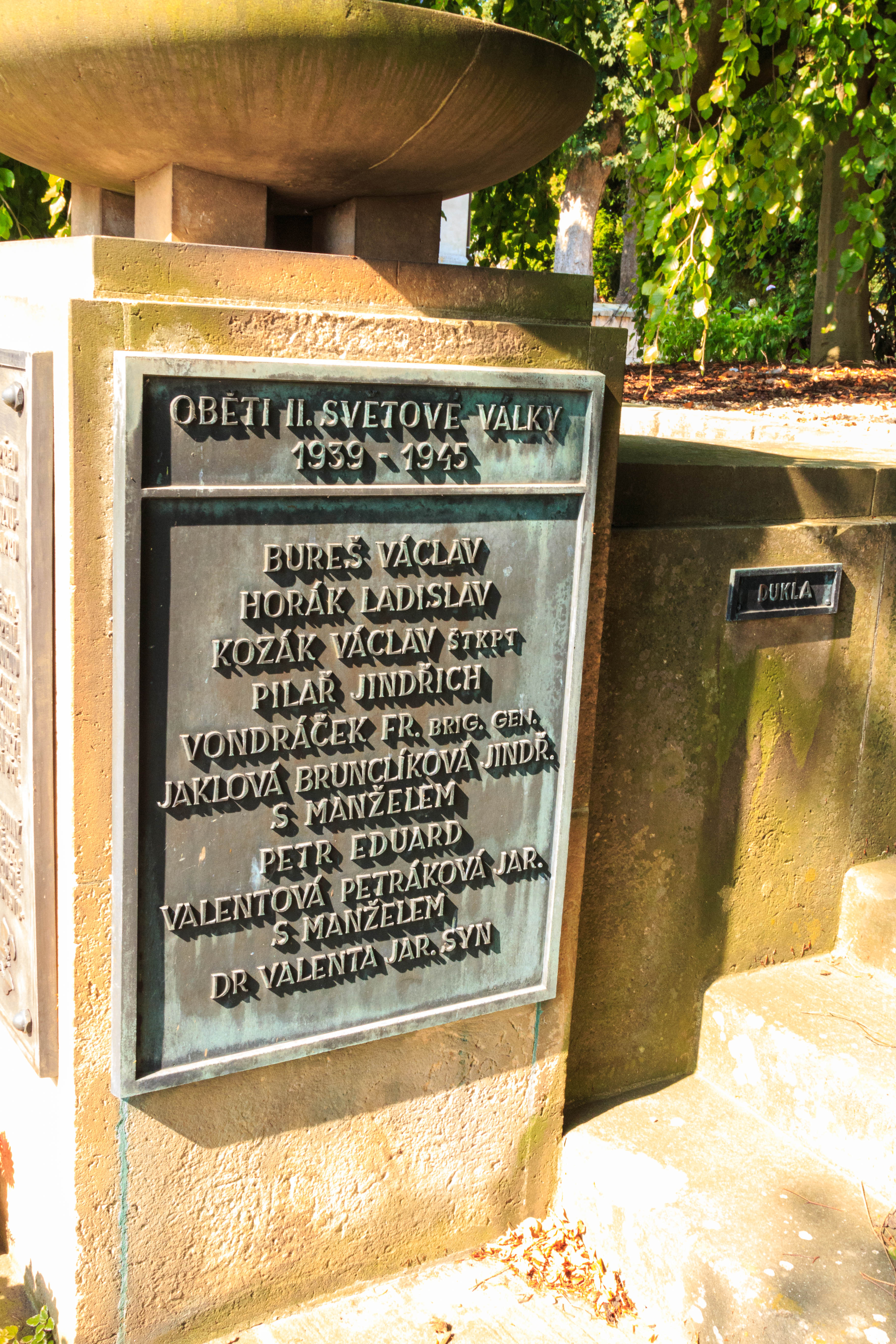